# André Mairesse
 (février 2011).
Si vous disposez d'ouvrages ou d'articles de référence ou si vous connaissez des sites web de qualité traitant du thème abordé ici, merci de compléter l'article en donnant les références utiles à sa vérifiabilité et en les liant à la section « Notes et références ».
André Mairesse est un comédien belge né dans la province de Namur en 1935.

## Biographie
André Mairesse est un homme de radio, RTBF radio Namur, de théâtre, et un metteur en scène.

## Rôles

### Au cinéma
Il a joué quelques rôles au cinéma, entre autres dans le long métrage historique À hauteur d'homme de Jean-Marie Piquint, aux côtés de Jacques Lippe, et dans Isabelle devant le désir de Jean-Pierre Berckmans, avec Anicée Alvina et Annie Cordy.

### Au théâtre
Parfait bilingue français-anglais, adaptateur, commentateur, interprète, il a joué dans de nombreuses pièces, mais s'est surtout consacré à des activités culturelles pédagogiques.
De 1956 à 1959, il joue à Bruxelles au Théâtre royal du Parc, puis au Rideau de Bruxelles et au Théâtre de Poche. Sa dernière apparition sur scène date de 1979.